# 栃木県道100号石橋停車場線

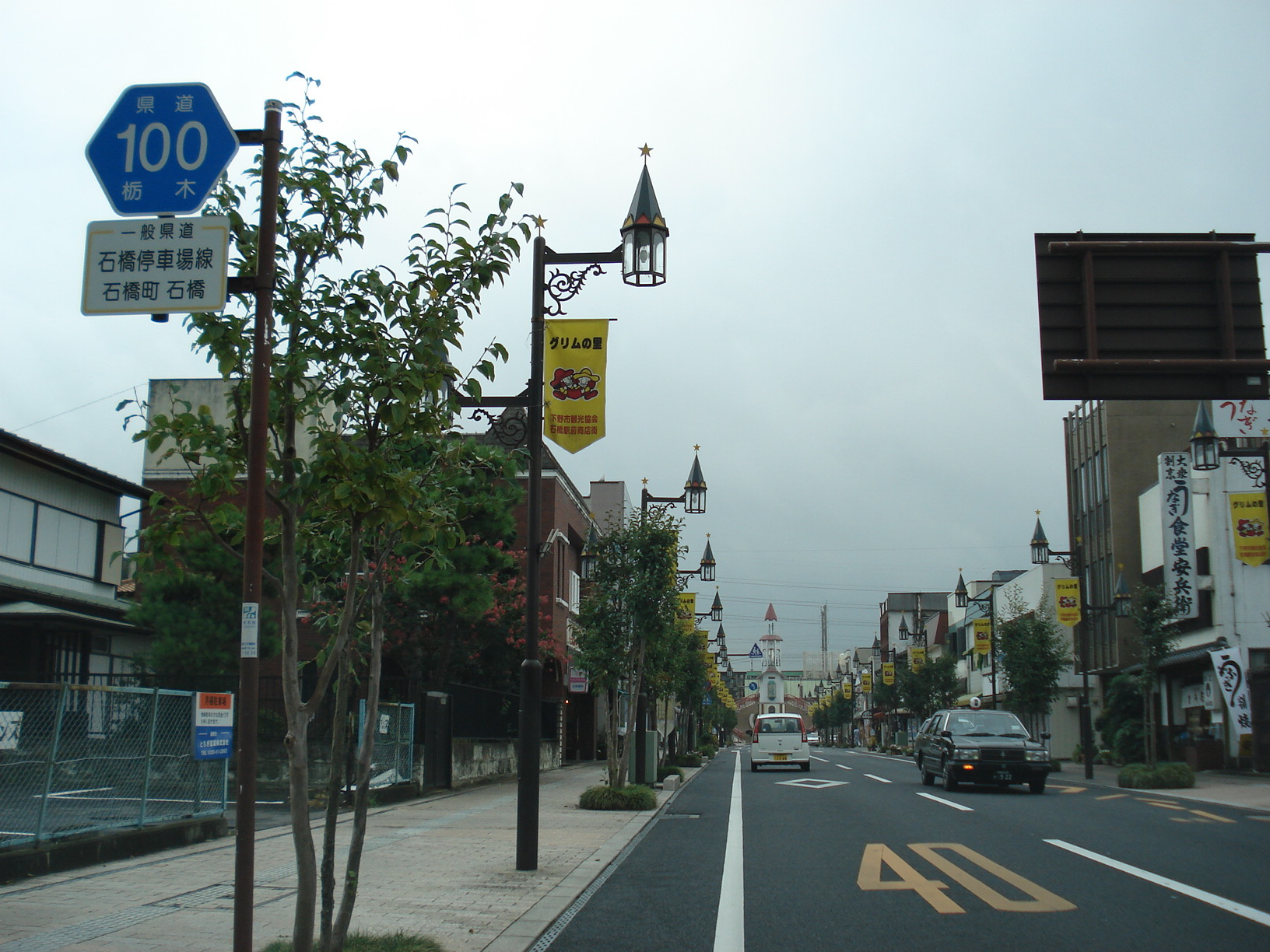
終点付近より始点方面を望む

栃木県道100号石橋停車場線（とちぎけんどう100ごう いしばしていしゃじょうせん）は、栃木県下野市内を通過する路線として指定されていた一般県道。2013年に認定廃止され下野市へ移管された。

## 概要
国道4号とJR石橋駅西口を結ぶ道路。沿道は石橋駅前の商店街である。かつて駅前にはセブン-イレブンがあったが、撤退している。また、駅前に駐車場が設置されているが、これは送迎者用の駐車場であるため注意を要する。長時間の駐車となる場合は、当路線沿線ではなく駐車場の数が多い東口が至便となる。
2013年に下野市への移管のため県道認定廃止となり、主要地方道鹿沼下野線（旧鹿沼石橋線）の石橋高校南交差点-石橋交差点間と合わせて下野市道1-5号線となった。

### 路線データ
認定廃止時点での情報。
- 総延長：0.187km[4]
- 実延長：0.187km[4]
- 起点：栃木県下野市石橋（石橋停車場）
- 終点：栃木県下野市石橋（石橋交差点＝国道4号、栃木県道65号鹿沼石橋線[5]交点）
- 認定：1961年（昭和36年）4月1日
- 認定廃止：2013年（平成25年）12月20日

## 通過する自治体
- 栃木県
  - 下野市

## 歴史
- 1961年（昭和36年）4月1日 - 一般県道として認定。
- 2013年（平成25年）12月20日 - 告示改正により認定廃止[1]。

## 交通量
24時間自動車類交通量（台/日）
- 下野市石橋：2,678（推定値）

## 沿線施設
石橋駅 (栃木県)#駅周辺も参照のこと。
- JR宇都宮線（東北線）石橋駅
- 開雲寺

## その他
日本の一般都道府県道の中で、番号が100番から振られていたのは栃木県のみであった（沖縄県は主要地方道と混在して付番、北海道は201番から、ほかの44都府県は101番以降から）。